# Anton od svete Ane Galvão
Sveti Anton od sv. Ane Galvão, med ljudmi znan kot Frei Galvão (brat Galvão), (1739 — 23. december, 1822) je bil brazilski frančiškanski brat.
Rodil se je v kraju Guaratinguetá, v kapitanatu São Paulo. 25. oktobra 1998 je bil kot prvi v Braziliji rojeni razglašen za blaženega v rimskokatoliški Cerkvi.
11. maja 2007 pa tudi prvi v Braziliji rojeni svetnik. Razglasil ga je papež Benedikt XVI. na svojem prvem apostolskem potovanju zunaj Evrope, ko je obiskal Brazilijo.

## Življenje
Rodil se je v dokaj premožni družini, ki je bila zelo vplivna v družbi in gospodarstvu.
Že zgodaj se je odlikoval po pobožnosti in krepostih. Izredno rad je častil sveto evharistijo. Od tod je črpal moč za nenehno služenje bližnjim. "Bil je znan kot odličen svetovalec, prinašal je mir človeškim dušam in družinam, delil je dobrote zlasti najbolj ubogim in bolnim. Zelo je bil iskan kot spovednik, ker je bil goreč, moder in razsoden. To zaznamuje tiste, ki resnično ljubijo in ne želijo, da bi bil njihov Ljubljeni razžaljen. Spreobrnjenje grešnikov je bila torej velika goreča želja našega svetnika," je rekel v homiliji ob njegovi kanonizaciji papež Benedikt XVI.
Eden znamenitih izrekov Frei Galvãa je bil: "Molite, da bi Bog s svojo močno roko dvignil grešnike iz groznih globin greha, kjer so se znašli."
Zagovarjal je tudi nauk o Marijinem brezmadežnem spočetju, še preden je bil razglašen kot verska resnica.